# ピーター・ホーン
ピーター・ホーン（Peter Horn、1915年10月15日 - 1983年11月1日 ）は、ドイツ空軍のパイロットとして東部戦線を戦ったデンマーク人である。

## 経歴
1937年から39年の間、デンマークの陸軍飛行学校でパイロットの免許を取得し、少尉に任官。第二次世界大戦が勃発した当初は予備役中尉だった。
1940年にはフィンランド空軍のパイロットとして冬戦争を戦ったが、撃墜記録はない。この年にデンマークはドイツに占領されるが、国内での自治を許された。
1941年7月8日に、ホーンはデンマーク政府よりドイツ空軍への移籍を命じられ、ドイツ空軍の一員として1943年まで東部戦線を戦った。10機あるいは、11機を撃墜したエースパイロットとなった。

## 備考
1943年より先の経歴は不明であるが、ホーンは戦争を生き延びており、11機撃墜を記録している。デンマーク人パイロットは連合軍側、枢軸国側の両方で戦ったが、11機の撃墜記録は、それらのデンマーク人パイロットの中で第1位にあたる。